# Good Hope (Alabama)
Good Hope é uma cidade  localizada no estado americano do Alabama, no Condado de Cullman.

## Demografia
Segundo o censo americano de 2000, a sua população era de 1966 habitantes.
Em 2006, foi estimada uma população de 2043, um aumento de 77 (3.9%).

## Geografia
De acordo com o United States Census Bureau, a localidade tem uma área de 19,2 km², sem área coberta por água.

## Localidades na vizinhança
O diagrama seguinte representa as localidades num raio de 16 km ao redor de Good Hope.